# Podmeja
Podmeja (tudi Preval ali Vrhe) je 724 mnm visok prelaz, ki povezuje Zasavje in Savinjsko dolino pri vasi Vrhe nad Trbovljami. Ovinkasta cesta čez prelaz predstavlja najhitrejšo povezavo do avtoceste Ljubljana - Maribor in poteka po trasi regionalne ceste Prebold-Trbovlje.